# Rhyacocnemis prothoracica
Rhyacocnemis prothoracica – gatunek ważki z rodziny pióronogowatych (Platycnemididae). Znany z trzech stanowisk w Górach Centralnych we wschodniej Nowej Gwinei.